# Liste der Außenminister Tansanias
Der Außenminister Tansanias ist ein für die Außenbeziehungen des Landes zuständiger Minister des Außenministeriums von Tansania.
Das Folgende ist eine Liste von tansanischen Außenministern seit der Schaffung des Postens nach der Unabhängigkeit Tansanias im Jahr 1961 von dem Vereinigten Königreich.

## Außenminister Tansanias
| Nr. | Name (Lebensdaten)                 | Porträt | Amtszeit  |
| --- | ---------------------------------- | ------- | --------- |
| 1   | Julius Nyerere (1922–1999)         |         | 1961–1963 |
| 2   | Oscar Kambona (1928–1997)          |         | 1963–1965 |
| (1) | Julius Nyerere (1922–1999)         |         | 1965–1972 |
| 3   | John Malecela (* 1934)             |         | 1972–1975 |
| 4   | Ibrahim Muhammad Kaduma (* 1937)   |         | 1975–1977 |
| 5   | Benjamin William Mkapa (1938–2020) |         | 1977–1980 |
| 6   | Salim Ahmed Salim (* 1942)         |         | 1980–1984 |
| (5) | Benjamin William Mkapa (1938–2020) |         | 1984–1990 |
| 7   | Ahmed Hassan Diria (1937–2005)     |         | 1990–1993 |
| 8   | Joseph Rwegasira (1935–2016)       |         | 1993–1995 |
| 9   | Jakaya Kikwete (* 1950)            |         | 1995–2006 |
| 10  | Asha-Rose Migiro (* 1956)          |         | 2006–2007 |
| 11  | Bernard Membe (1953–2023)          |         | 2007–2015 |
| 12  | Augustine Mahiga (1952–2020)       |         | 2015–2019 |
| 13  | Palamagamba Kabudi (* 1956)        |         | 2019–2021 |
| 14  | Liberata Mulamula (* 1956)         |         | 2021–2022 |
| 15  | Stergomena Tax (* 1960)            |         | 2022–2023 |
| 16  | January Makamba (* 1974)           |         | 2023–2024 |
| 17  | Mahmoud Thabit Kombo (* 1970)      |         | 2024–     |

## Außenminister Sansibars
Zwischen der Unabhängigkeitserklärung der Volksrepublik Sansibar und Pemba und der Fusion mit Tanganjika zu Tansania hatte die Sansibar ein eigenes Außenministerium.
| Nr. | Name (Lebensdaten)                           | Porträt | Amtszeit  |
| --- | -------------------------------------------- | ------- | --------- |
| 1   | Sheikh Ali Muhsin al-Barwani (1919–2006)     |         | 1963–1964 |
| 2   | Sheikh Abdulrahman Muhammad Babu (1924–1996) |         | 1964      |